# Marcourt (Belgique)
Pour les articles homonymes, voir Marcourt.
Marcourt (en wallon Marcour) est un village de l'Ardenne belge, dans la province de Luxembourg, en Belgique.   Administrativement il fait partie de  la commune de Rendeux, en Région wallonne. C'était une commune à part entière avant la fusion des communes de 1977. Le village se trouve sur la rive droite de l'Ourthe, au nord-ouest de La Roche-en-Ardenne.

## Démographie
- Source: INS recensements population

## Histoire
Un cimetière gallo-romain a été découvert à Marcourt en 1837. 
 Marcourt faisait partie du comté de Montaigu jusqu'en 1147, puis au comté de Looz et de Duras jusqu'aux alentours de 1200. Ensuite, les seigneurs de Walcourt régnèrent sur Marcourt avant de céder leurs droits à la famille de la Marck en 1408. Enfin, de 1545 jusqu'à la Révolution, ce furent les comtes de Stolberg et de Loewenstein qui leur succédèrent.
Marcourt a été le siège d'une Haute Cour de justice ainsi que le siège de la prévoté des Rivières.
Marcourt n'est une commune de la province de Luxembourg que depuis 1839. Avant cela, Marcourt faisait partie du département de Sambre-et-Meuse. Le village de Cielle, fusionné en 1823, fut rattaché à La Roche-en-Ardenne en 1977.
Au cours de la Seconde Guerre mondiale, le 11 mai 1940, lendemain du déclenchement de la campagne des 18 jours, Marcourt est prise par les Allemands de la 7e Panzerdivision qui a pour objectif de traverser la Meuse au niveau de Dinant. Les Allemands doivent réparer le pont qui a été détruit pour ralentir leur avance. Le 9 septembre 1944 en guise de représailles à une attaque de la Résistance locale, dix habitants du village sont brûlés vifs par les nazis. Cet épisode de la Seconde Guerre mondiale est le sujet d'un film d'André Dartevelle et Francis Dujardin, Marcourt ou la mémoire secrète (1996).

## Patrimoine et culture

### Patrimoine architectural

#### Patrimoine classé

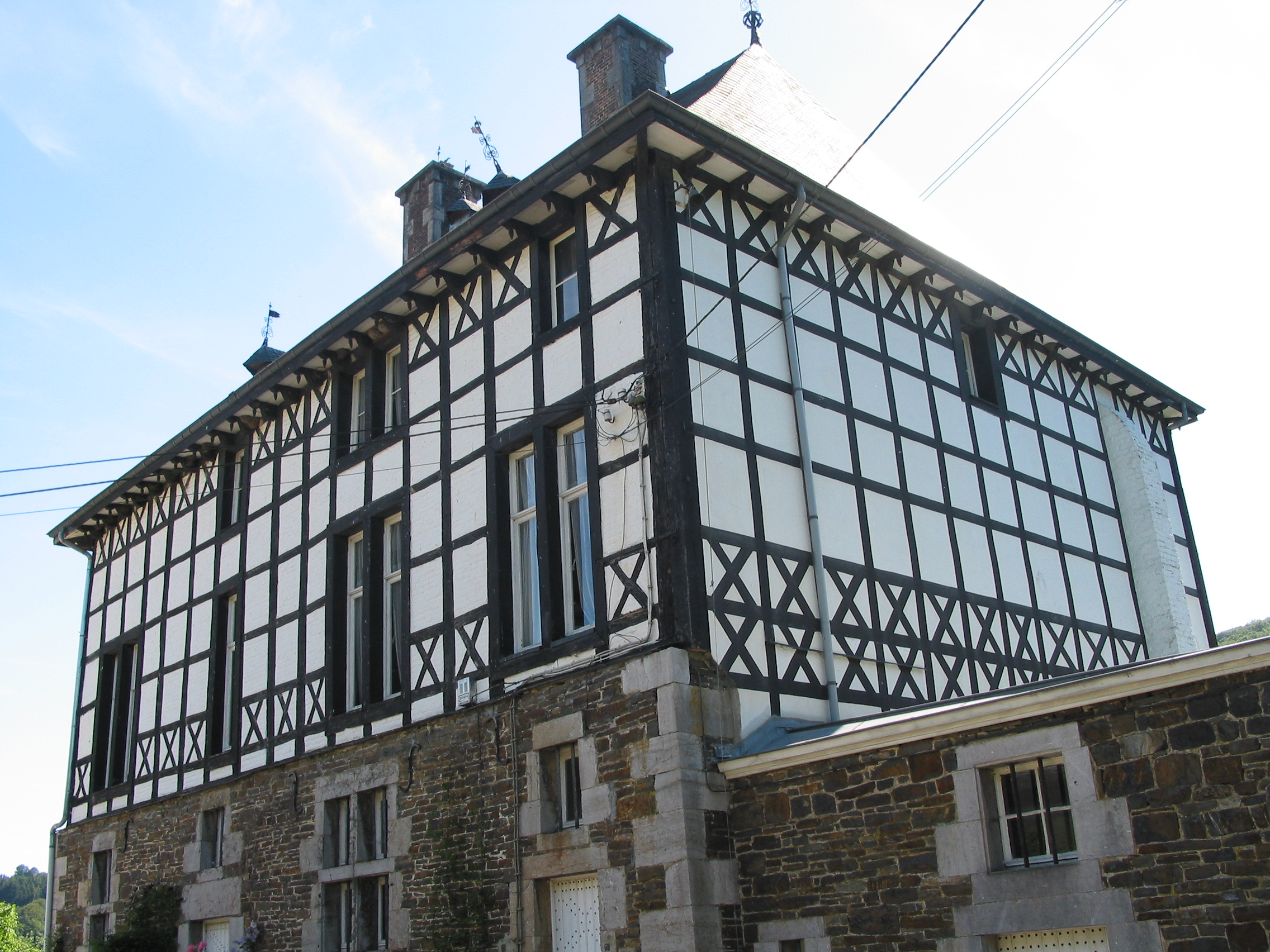
Le petit château ou maison espagnole.

- La Chapelle et ermitage Saint Thibaut. Le Berger de Mousny est une légende dont l'action se déroule sur le chemin de la chapelle Saint Thibaut.

- L'église Saint-Martin

#### Autre patrimoine
- Une imposante maison, dite 'Maison espagnole', fut érigée vers 1632 par les comtes de Loewenstein.

## Vie associative

### Jumelage
- Marcourt est jumelé avec Chiroubles, en Beaujolais (France) depuis 1968.

## Personnalités
- Everard Mercurian (1514-1580), quatrième supérieur général de la Compagnie de Jésus, est né à Marcourt. Le nom Mercurian (Mercurianus) signifie simplement de Marcour.
- Jean de Mercurian, prêtre jésuite, confesseur du fils de l’empereur Ferdinand II.
- Théroigne de Méricourt, de son vrai nom Anne-Josèphe Terwagne (1762-1817), est une femme politique française, héroïne de la Révolution, née à Marcourt (d'où elle tient son pseudonyme)[3].
- Pendant près de dix ans[évasif], le chanteur Jacques Hustin (1940-2009) anime un atelier artistique à Marcourt. Il met fin à cette expérience en 1997 pour continuer à se consacrer à la peinture[réf. nécessaire].